# Bassie en Adriaan
Bassie en Adriaan war ein niederländisches TV-Format, welches sich auf die Abenteuer und das Leben des Zirkusduos des Clowns Bassie und des Akrobaten Adriaan fokussierte. Die Hauptdarsteller Bas van Toor und Aad van Toor waren auch im realen Leben ein Zirkusduo.
Erstausstrahlung war 1978. Weitere Episoden gab es bis 1996. Außerdem wurden parallel Lieder sowie Comics veröffentlicht.